# Toi8

toi8（1976年10月8日—）是日本插畫家、動畫師、漫画家。

## 生平
toi8于1976年10月8日出生于日本熊本县。他毕业于代代木动画学院。虽然他作为一名动画插画师工作了大约两年，但他在大约一年后退出了他的公司。自从他对原始绘画着迷后，他成为了一名自由插画家。他于2002年出版的“Fancy Tokyo Hundred Scenery”中担任插画师。他的笔名起源于他的生日：10月8日。在此之前，他使用化名“Q8”。  